# روي ألفرد
روي ألفرد (بالإنجليزية: Roy Alfred)‏ هو كاتب أغاني وشاعر أمريكي، ولد في 14 مايو 1916، وتوفي في 2008.

## وصلات خارجية
- روي ألفرد على موقع ميوزك برينز (الإنجليزية)
- روي ألفرد على موقع ديسكوغز (الإنجليزية)
- روي ألفرد على موقع ديسكوغز (الإنجليزية)